# Matheton Agon
Der Matheton Agon ist ein Preis der Vischer-Heussler-Stiftung und des Instituts für Klassische Philologie der Universität Basel für die beste Maturaarbeit im Fach Griechisch beziehungsweise innovativste Abitur- oder Baccalauréat-Arbeit beziehungsweise Facharbeit als ausgeweitete GFS (Gleichwertige Feststellung einer Schülerleistung in Baden-Württemberg) und wird seit 2006 jährlich ausgeschrieben.
Teilnahmeberechtigt sind alle Schülerinnen und Schüler in der Schweiz und der RegioTriRhena (Basel). Die Themen hierfür dürfen aus dem ganzen Spektrum der griechischen Philologie stammen. So können die Arbeiten beispielsweise aus einer literarischen und sprachlichen Interpretation eines Autors/einer Autorin bzw. einer bestimmten Textpassage bestehen, Editionen und Kommentare von Texten bereitstellen oder auf die Rezeptionsgeschichte von Autoren, Texten und Motiven eingehen; ganz allgemein werden alle Arbeiten akzeptiert, die auf hohem Niveau stehen und unterschiedlichste Aspekte der griechischen Sprache, Literatur und Kultur behandeln.
Der Umfang der eingereichten Arbeiten sollte ungefähr 25 Seiten betragen. Er kann auch höher sein. Die Arbeiten können in Deutsch, Französisch, Italienisch, Englisch und Altgriechisch verfasst werden.
Auch ausserhalb der Matur verfasste Arbeiten von Gymnasiastinnen und Gymnasiasten können eingereicht werden, wenn sie den Anforderungen einer Maturaarbeit entsprechen. Dies soll durch die Begutachtung und gegebenenfalls Betreuung einer an der Schule beschäftigten Griechischlehrkraft gesichert werden.

## Preisträger bis 2011
- 2005:
  - 1. Preis: Tobias Krapf (Kantonsschule am Burggraben St. Gallen) für Die Rekonstruktion des minoischen Palastes von Knossos durch Sir Arthur Evans. Kritik und Rezeption
  - 2. Preis: Xenja Herren (Gymnasium Oberaargau) für Kommentar zu Pausanias. Textstellen 10.5.5.–5.11; 10.6.5; 10.12.1–12.3 und 10.12.8–12.11 sowie
  - 2. Preis (ex aequo): David Mache (Kantonsschule am Burggraben St. Gallen) für Codex 1972. «Eine kleine Rede über die Habsucht». Transkription und Übersetzung einer unedierten Handschrift aus der Stiftsbibliothek St. Gallen

- 2006:
  - 1. Preis: Irene Bräunlich (Kantonsschule Zürcher Oberland) für Phantion. Eine altgriechische Geschichte
  - 2. Preis: Hélène Perrin (Lycée Denis–de–Rougemont, Neuchâtel) für Socrate et ses contemporains: réactions face au personnage public
  - Sonderpreis: Maria-Theresia Gekenidis, Michelle Neuhaus, Jonas Huber (Alte Kantonsschule Aarau) für Die Bedeutung der Alten Sprachen: Alte Sprachen – oder gestern ist heute

- 2007:
  - 1. Preis: Simone Balmelli (Liceo Cantonale, Lugano) für Il concetto medico di metabolé nell'opera storiografica di Tucidide
  - 2. Preis: Sara Privitera (Liceo Cantonale, Lugano) für La costituzione spartana e i Socratici
  - 2. Preis: Elisa Dolci (Liceo Cantonale, Lugano) für La donna nell'oikos omerico
  - Sonderpreis: Manuel Stehli (Kantonsschule Frauenfeld) für Bildgestaltung nach Homer. Textverständnis und gestalterische Umsetzung.

- 2008:
  - 1. Preis: Valentina Carlini (Liceo Cantonale, Lugano) für Forme di canto nei poemi omerici
  - 1. Preis: Pascal Borgeaud (Kantonsschule Oerlikon, Zürich) für Kartographische Grundlagen bei Herodot
  - Sonderpreis: Sebastiano Conforti (Liceo Cantonale, Lugano) für Il Prognostico e le Epidemie, due opere ippocratiche a confronto
  - Sonderpreis: Claudio Petrini (Liceo Cantonale, Lugano) für La diottra di Archimede e le teorie astronomiche di Aristarco

- 2009:
  - 1. Preis: Eben Freeman (Kantonsschule Hohe Promenade, Gymnasium Zürich) für "Φιλοσοφικὴ Χρονοκατάβασις" [ein fiktiver platonischer Dialog zwischen Wittgenstein und Sokrates auf Altgriechisch]
  - 2. Preis: Sandra Auderset (Freies Gymnasium Bern) für "Philosophie der Antike, erklärt anhand von 8 Begriffen"
  - 2. Preis: Giulia Panzeri (Liceo Cantonale Lugano) für "Il mito di Cassandra dalle origini a Eschilo"

- 2010:
  - 1. Preis: Eva Bianchi (Liceo di Bellinzona) für "Odissea libraria intorno al mediterraneo"
  - 2. Preis: Marc Mouquin (Gymnase de la Cité, Lausanne) für "Naissance de l'antijudaïsme dans les Evangiles"

- 2011:
  - 1. Preis: Michel Kessler (Gymnasium am Münsterplatz) für "Zum Ursprung des antiken Pessimismus. Der Weltaltermythos Hesiods und sein Einfluss auf das griechisch-römische Denken"
  - 1. Preis: Samira Müller (Kantonsschule Wiedikon) für "Ἡ ΘΕΟΓΟΝΙΑ – als Comic"

## Preisträger ab 2012
- 2012: a) Lukas Lador, “Pindare et les Eginètes dans la 5ème Néméenne et la 8ème Isthmique. Réinterpréter Pindar grâce à Hérodote” b) Johannes Nussbaum und Joël Wittwer, “Wie genau es die Evangelisten beim Zitieren nahmen. Eine Untersuchung von Reflexionszitaten bezüglich des Geburtsortes des Messias”
- 2013: Stella N’Djoku, “Morire per amore: è possibile? Due miti a confronto”
- 2014: a) Christoph Bütikofer: ‘Wäre die Ilias möglich mit Pulver und Blei?’ Inwiefern trägt ein Vergleich der Kriegsdarstellung mit Ernst Jüngers ‘In Stahlgewittern’ zu meinem Verständnis von Homers Ilias bei? b) Richard Freigang: Rhapsodie über ein Thema von Platon
- 2015: a) Simon Bühler: Die Aneignung fremder Kulturgüter – Das Beispiel des Parthenon. Auf welche Weise lässt sich die Verschiebung von Kulturgütern zwischen Nationen verstehen und welche Rechtfertigungen werden vorgebracht? b) Etienne Rouge: Les débuts du modèle hoplitique  c) Raphael Tandler: Eine antike griechische Komödie im Vergleich mit einer heutigen Filmkomödie
- 2016: Lionel Wettstein: Welcome to Ithaka. Der Moment der Heimkehr in Homers Odyssee und James Joyces Ulysses
- 2017: Bénédict Donnier: L’Hymne Homérique à Apollon
- 2018: Livia Studer, Verba risui apta. Worte, die zum Gelächter reizen. Texte von Apuleius und Lukian als Exempla bei Umberto Eco
- 2019: Anusha Spescha: Madmen on a Journey: A Comparison of Homer’s Odyssey and the Science Fiction Series Doctor Who
- 2020: Linda Wohlmuth, Die Metamorphose der Medusa. Eine Untersuchung des Medusenmythos im Wandel der Zeit
- 2021: Alice Krieg, Le sexe féminin dans l’Antiquité gréco-romaine : Le vagin en phallocratie
- 2022: Camille Vulliami, Le rire chez les Grecs. L’art de manier la critique dans une comédie. Analyse des Guêpes d’Aristophane
- 2023: Elio Martin, Métamorphoses de genre dans les mythes grecs: Entre norme et transgression